# Villa Murri
La villa Murri è una villa situata a Porto Sant'Elpidio, iscritta nell'elenco dei monumenti nazionali.
Fu costruita dal conte Sinibaldi agli inizi dell'Ottocento presso il porto. Alla metà dello stesso secolo venne venduta al conte Alessandro Maggiori di Fermo e fu utilizzata come dimora estiva della famiglia. Nel 1936 fu venduta dal figlio Filippo alla contessa Cornelia Murri.
Nel 1953, la villa venne acquisita come sede municipale dal nascente comune di Porto Sant'Elpidio.

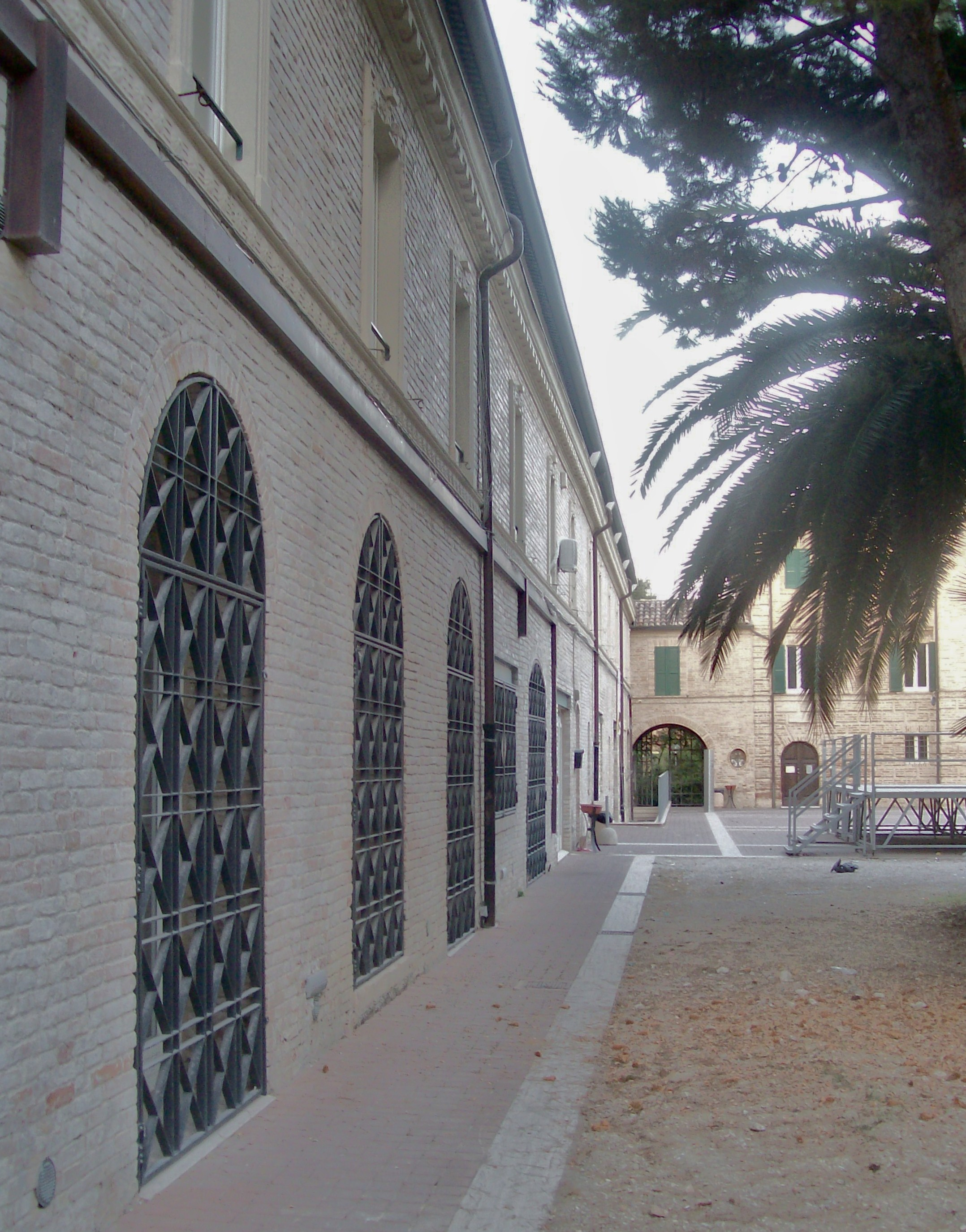
Le lunghe scuderie della Villa